# Лукащук Михайло Васильович
Михайло Васильович Лукащук (нар. 1934 — ?) — український радянський діяч, секретар Івано-Франківського обласного комітету КПУ, голова Івано-Франківського обласного комітету народного контролю.

## Біографія
Освіта вища. Член КПРС.
У 1962 — січні 1965 року — начальник Городенківського виробничого колгоспно-радгоспного управління Івано-Франківської області. З 1965 року — начальник Городенківського сільськогосподарського виробничого управління Івано-Франківської області.
До листопада 1973 року — інспектор ЦК КПУ.
29 листопада 1973 — 29 липня 1981 року — секретар Івано-Франківського обласного комітету КПУ.
З 8 жовтня 1981 по квітень 1990 року — голова Івано-Франківського обласного комітету народного контролю.

## Нагороди
- орден Трудового Червоного Прапора
- ордени
- медалі